# Magnum Force (film)
Pour les articles homonymes, voir Magnum Force.
Série L'Inspecteur Harry
L'Inspecteur Harry
(1971) L'inspecteur ne renonce jamais
(1976)
Pour plus de détails, voir Fiche technique et Distribution.
Magnum Force est un film américain réalisé par Ted Post et sorti en 1973. C'est le deuxième épisode de la saga L'Inspecteur Harry. On y retrouve Clint Eastwood dans le rôle de l'inspecteur Harry Callahan.

## Synopsis
Alors que San Francisco est secouée par une série de mystérieuses exécutions punitives de criminels, Harry Callahan se voit assigné par son supérieur, le lieutenant Neil Briggs, un nouveau coéquipier, un débutant prénommé Early Smith. Briggs a également changé de poste Callahan et l'a mis à la surveillance, prétendant une intervention trop violente lors d'une arrestation. Harry, le croyant simplement jaloux, n'hésite pas à le contrarier et à intervenir quand même dans diverses affaires.
En allant voir un ancien équipier devenu serveur à l'aéroport de San Francisco, Harry remarque qu'une prise d'otage dans un avion prêt à décoller est en train de se dérouler, il en profite pour agir et parvient facilement à neutraliser les agresseurs. Cependant il désobéit au lieutenant Briggs l'ayant affecté au poste de surveillance.
Callahan fait en même temps connaissance de quatre jeunes recrues, se montrant très bons tireurs, presque du même niveau que lui. Il devient vite intrigué par cette bande de « bleus ».
Pendant ce temps, les meurtres se multiplient, tous commis par un motard de la police, au visage énigmatique, et ne ratant jamais sa cible. Un motard lance une bombe dans une piscine en plein air bondée, puis mitraille toutes les personnes présentes sur la terrasse. Un peu plus tard, un proxénète ayant assassiné une prostituée dans un taxi se fait tuer le lendemain.
Lors d'une réunion, Briggs demande à Harry, en le remettant officiellement à la criminelle, de ne pas hésiter à faire usage de violence en procédant à l'arrestation de Frank Palanzio, un tueur autrefois engagé par Carmine Rica, impliqué dans 23 affaires de meurtre. Briggs le soupçonne d'être responsable des meurtres, laissant Harry assez sceptique.
Une autre intervention se passe alors qu'un des policiers motards se prépare à tuer des personnes dans un appartement. Après l'avoir fait, une patrouille arrive au sous-sol, d'où il redescend et se fait tuer. On remarque qu'il s'agit de Charlie McCoy, un collègue de Harry, dépressif et suicidaire.
Un concours de tir de la police est organisé dans San Francisco. Harry et Davis (un des nouveaux) y participent. Davis l'emporte et à la fin du concours, Harry a l'idée d'emprunter l'arme de Davis pour l'essayer et rate un tir volontairement. Il revient le soir même pour récupérer une des balles qu'il a laissée dans le châssis d'un des décors du concours. Après analyse, il en vient à la conclusion que Davis est coupable du meurtre de son ancien collègue McCoy.
Une intervention musclée est préparée pour arrêter Palanzio et sa bande à l'entrée d'une usine. Harry est accompagné de deux des nouveaux policiers. Juste avant que la police arrive, Palanzio reçoit un appel anonyme prévenant que des « faux policiers » viendront pour les tuer. Une fois la police arrivée, une fusillade se déclenche où tous les malfrats sont tués, ainsi qu'un des jeunes policiers.
Alertant Briggs sur le cas de ses jeunes collègues, Callahan n'est pourtant pas soutenu, malgré des preuves plus qu'évidentes.
Peu après, Harry tombe nez à nez avec les trois jeunes motards qu'il reconnait. Considérant que ses méthodes sont proches des leurs, ils lui proposent de se joindre à eux. Après avoir refusé et jugeant qu’ils sont aussi criminels que les gens qu'ils ont assassinés, Callahan se retrouve alors dans leur ligne de mire.
Un peu plus tard, Harry découvre sa boîte à lettres piégée par une bombe. Il va d'abord essayer de prévenir Smith mais n'arrive pas à le joindre. Il alerte alors Briggs qui décide de venir chez lui.
Briggs le prend en otage, laissant comprendre à Harry qu'il est à la tête de toute cette organisation avec la corruption des trois motards policiers et le fait de se mettre contre leur politique fait de lui la prochaine victime. Parvenant à le désarmer, Harry doit alors affronter toute l'équipe de l'escadron de motards policiers. Après les avoir éliminés un par un, Harry Callahan se fait surprendre par Briggs qui veut le remettre aux autorités. Ayant activé la minuterie de la bombe restée dans la voiture, Callahan laisse partir Briggs dans sa voiture qui explose peu après.

## Fiche technique
Sauf indication contraire, les informations mentionnées dans cette section peuvent être confirmées par la base de données cinématographiques IMDb,  présente dans la section « Liens externes ».
- Titre original et français : Magnum Force
- Titre québécois : À coups de magnum
- Titre de travail : Vigilance[1]
- Réalisation : Ted Post, assisté de Buddy Van Horn
- Scénario : John Milius et Michael Cimino (d'après les personnages créés par Harry Julian Fink et R. M. Fink)
- Histoire : John Milius
- Musique : Lalo Schifrin
- Photographie : Frank Stanley
- Décors : John Lamphear
- Montage : Ferris Webster
- Production : Robert Daley
- Sociétés de production : The Malpaso Company et Warner Bros.
- Distribution : Warner Bros.
- Pays de production :  États-Unis
- Format : Technicolor (couleur, son mono)
- Genre : policier, thriller
- Durée : 118 minutes
- Dates de sortie[1] :
  - États-Unis : 25 décembre 1973
  - France : 27 février 1974
- Classification[2] :
  - États-Unis : R
  - France : interdit aux moins de 12 ans
- Affiche : Bill Gold (États-Unis)

## Distribution

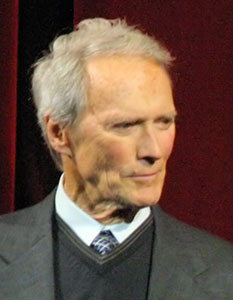
Clint Eastwood en 2007.

- Clint Eastwood (VF : Jean-Claude Michel) : l'inspecteur Harry Callahan
- Hal Holbrook (VF : Jacques Thébault) : le lieutenant Neil Briggs
- Mitch Ryan (VF : Francis Lax) : Charlie McCoy
- David Soul (VF : Michel Bedetti) : John Davis
- Tim Matheson (VF : Gilles Guillot) : Phil Sweet
- Kip Niven (VF : Yves-Marie Maurin) : Red Astrachan
- Robert Urich (VF : Michel Barbey) : Mike Grimes
- Felton Perry (VF : Serge Sauvion) : l'inspecteur Earlington « Early » Smith
- John Mitchum (VF : Pierre Collet) : l'inspecteur Frank DiGiorgio
- Albert Popwell (VF : Albert Augier) : Gigi « Pimp » Wilson, le maquereau (Sidney en VF)
- Christine White (VF : Nelly Vignon) : Carol McCoy
- Margaret Avery (VF : Évelyne Séléna) : la prostituée
- Jack Kosslyn (VF : Michel Gudin) : Walter
- Bob McClurg (VF : Georges Aubert) : le chauffeur de taxi
- Tony Giorgio (VF : Michel Barbey) : Frank Palancio
- Clifford A. Pelow (VF : Jean Michaud) : Lou Guzman
- Richard Devon (VF : André Valmy) : Carmine Ricca
- Maurice Argent (VF : Albert de Médina) : Nat Weinstein, avocat de Ricca
- Russ Moro (VF : Michel Barbey) : Gino, le chauffeur de Ricca
- Bob March (VF : Jean Berger) : Estabrook, procureur général au procès Ricca
- Adele Yoshioka (VF : Sylviane Margollé) : Sunny
- Joe Miksak (VF : André Valmy) : le chef de police Avery (non crédité)
- Robert Feero (VF : Dominique Collignon-Maurin) : le braqueur de la superette (non crédité)
- Craig Kelly (VF : Robert Dalban) : Bill McKenzie, le serveur à l'aéroport (non crédité)
- Will Hutchins : un policier (non crédité)
- Joseph Whipp (VF : Daniel Gall) : Nickle (Nick Royale en VF), l'homme de main de Palancio (non crédité)
- Ray Saunders (VF : Georges Atlas) : le docteur de l'infirmerie (non crédité)
- Ben Niems (VF : Jacques Ferrière) : le manifestant en colère (non crédité)
- Art Brown (VF : Jean Berger) : lui-même, un journaliste (non crédité)
- Suzanne Somers (VF : Béatrice Delfe) : la femme blonde dans la piscine (non créditée)
- Debra A. Estok (VF : Béatrice Delfe) : la femme nue chez Guzman (non créditée)
- Robert E. Simpson (VF : Yves-Marie Maurin) : l'homme nu chez Guzman (non crédité)
- Joseph Gostanian (VF : Gérard Hernandez) : un des pirate de l'air (non crédité)

## Production

### Genèse et développement
Lors de la réalisation de L'Inspecteur Harry (1971), aucune suite n'est prévue. Le film propose d'ailleurs une fin bouclant le parcours de Harry lorsque celui-ci jette son insigne de police. Ce serait les attaques de la critique, notamment l'article de Pauline Kael dans le New Yorker qui qualifie le film de fasciste et d'immoral, qui aurait motivé la mise en production d'une suite.
Clint Eastwood a alors l'idée de reprendre la trame d'une des quatre ébauches de script qu'il avait proposées à Don Siegel pour L'Inspecteur Harry. Dans cette version écrite par Terrence Malick, l'antagoniste n'est pas un tueur psychopathe qui tue pour le plaisir mais un adepte de l'auto-justice qui tue les criminels ayant échappé à la justice. John Milius est chargé du développement du scénario mais abandonne en cours d'écriture et est remplacé, à la demande d'Eastwood, par Michael Cimino. Celui-ci poursuivra son association avec Clint Eastwood l'année suivante en mettant en scène Le Canardeur, dont il signe également le scénario.

### Attribution des rôles
Albert Popwell tient ici le rôle de Gigi « Pimp » Wilson, un proxénète cruel qui assassine une prostituée en lui faisant ingérer de la soude après avoir récupéré l'argent des passes qu'elle tentait de dissimuler dans ses sous-vêtements. Il apparaît dans les quatre premiers films de la saga, dans un rôle à chaque fois différent.

### Tournage
Le tournage a eu lieu principalement à San Francisco, mais également à Oakland, Richmond et Tiburon.

### Musique
Albums de Lalo Schifrin
Opération Dragon
(1973) Odyssée sous la mer
(1973)
Bandes originales de L'Inspecteur Harry
L'Inspecteur Harry
(1971) L'inspecteur ne renonce jamais
(1976)
La musique du film est composée par Lalo Schifrin, qui a travaillé sur tous les films de la saga, à l'exception de L'inspecteur ne renonce jamais (1976).
| 1.  | Main Title              | 2:11 |
| 2.  | The Cop                 | 2:21 |
| 3.  | Harry's Ostinato        | 1:01 |
| 4.  | Magnum Force            | 2:00 |
| 5.  | Stakeout                | 2:29 |
| 6.  | The Crooks              | 1:36 |
| 7.  | Harry's New Friend      | 2:21 |
| 8.  | The Pimp                | 2:45 |
| 9.  | Rogue Gun               | 2:34 |
| 10. | Recreation              | 2:08 |
| 11. | Warm Enough?            | 1:11 |
| 12. | Palancio                | 4:21 |
| 13. | Last Dance In Sausalito | 3:38 |
| 14. | The Faceless Assassin   | 3:57 |
| 15. | Potrero Hill            | 3:08 |
| 16. | The Bullet              | 1:47 |
| 17. | Execution Squad         | 1:43 |
| 18. | Mailbox                 | 1:36 |
| 19. | Early Is Late           | 1:56 |
| 20. | Briggs                  | 1:03 |
| 21. | Confrontation           | 3:13 |
| 22. | Finale                  | 2:04 |

## Sortie et accueil

### Accueil critique
Pour Télérama, le film « reprend avec bonheur les ingrédients qui avaient fait le succès de L'Inspecteur Harry », avec « un scénario en béton qui multiplie les rebondissements, un suspense de tous les instants » et « un rythme haletant ponctué par des morceaux de bravoure d'une rare efficacité ».
Dans sa critique pour L'Obs, François Forestier estime que « cette suite du film de Don Siegel est une réponse directe aux critiques taxant de fasciste le personnage de Clint Eastwood ».
Jacques Siclier, du Monde, est du même avis : « Dirty Harry remet en cause, ici, sa propre attitude de justicier individuel et se trouve confronté à une forme de fascisme américain, implicitement dénoncé dans ce thriller sociologique. »

### Box-office
- États-Unis : 39 768 000 dollars[12]
- France : 738 335 entrées[13]

## Citation célèbre
« L'homme sage est celui qui connaît ses limites. » (Harry Callahan) qui revient trois fois dans le film, et constitue la dernière réplique.